# Premnoplex
Premnoplex es un género de aves paseriformes perteneciente a la familia Furnariidae, que agrupa a especies nativas de la América tropical (Neotrópico), donde se distribuyen desde Costa Rica, por América Central y del Sur, hacia el este hasta el norte de Venezuela y hacia el sur a lo largo de los Andes, hasta el sureste de Perú y oeste de Bolivia. A sus miembros se les conoce por el nombre común de subepalos, y también corretroncos o cola-púas, entre otros.

## Etimología
El nombre genérico masculino «Premnoplex» se compone de las palabras del griego «πρεμνον premnom»: tronco de árbol, y «πλησσω plēssō»: golpear, significando «que golpea los troncos de los árboles».

## Características
Las especies de este género son furnáridos pequeños, miden entre 13,5 y 14 cm de longitud, oscuros y furtivos, cuyas plumas de la cola terminan en púas rígidas sobresalientes. Prefieren el sotobosque sombrío de selvas húmedas montanas.

## Lista de especies
Según las clasificaciones del Congreso Ornitológico Internacional (IOC) y Clements Checklist v.2018, el género agrupa a las siguientes especies con el respectivo nombre popular de acuerdo con la Sociedad Española de Ornitología (SEO):
| Imagen | Nombre científico         | Autor                         | Nombre común         | EC (*) |
| ------ | ------------------------- | ----------------------------- | -------------------- | ------ |
|        | Premnoplex brunnescens    | (P.L. Sclater, 1856)          | subepalo moteado     | LC     |
|        | Premnoplex tatei          | Chapman, 1925                 | subepalo gorgiblanco | EN     |
|        | Premnoplex (tatei) pariae | Phelps, Sr & Phelps, Jr, 1949 | subepalo de Paria    | EN     |

(*) Estado de conservación

## Taxonomía
Autores anteriores incluyeron los géneros Premnornis y Premnoplex en Margarornis. Sin embargo, los datos genéticos indican que Premnornis no está cercanamente emparentada con la dupla Premnoplex + Margarornis. Moyle et al. (2009) y Derryberry et al. (2011) confirmaron que Premnoplex y Margarornis son géneros hermanos, pero que no tienen ningún pariente cercano dentro de Furnariidae.
La especie P. tatei ya fue considerada una subespecie de P. brunnescens pero ambas difieren en el hábitat, el comportamiento y la vocalización, y están genéticamente bien separadas.
La subespecie P. tatei pariae, endémica de la península de Paria, en Venezuela, es considerada como especie separada de P. tatei por las clasificaciones Aves del Mundo (HBW) y Birdlife International (BLI) con base en diferencias morfológicas y de vocalización. La diferenciación genética requiere más muestras.